# Phyllanthus avicularis
Phyllanthus avicularis är en emblikaväxtart som beskrevs av Johannes Müller Argoviensis. Phyllanthus avicularis ingår i släktet Phyllanthus och familjen emblikaväxter. Inga underarter finns listade i Catalogue of Life.